# Тест простоти Люка
В теорії чисел тест простоти Люка — це тест простоти натурального числа n; для його роботи необхідно знати розкладання {\displaystyle n-1} на прості множники. Вони утворюють базис для сертифікату Пратта, який дозволяє підтвердити за поліноміальний час, що число {\displaystyle n} є простим.

## Опис
Нехай {\displaystyle n>1} — натуральне число. Якщо існує ціле {\displaystyle a} таке, що {\displaystyle 1<a<n} і
{\displaystyle a^{n-1}\equiv 1{\pmod {n}}}
і для довільного простого дільника {\displaystyle q} числа {\displaystyle n-1}
{\displaystyle a^{\frac {n-1}{q}}\not \equiv 1{\pmod {n}}}
то {\displaystyle n} просте. 
Якщо такого числа a не існує, то {\displaystyle n} — складене число.
Правильність цього твердження полягає в наступному: якщо перша еквівалентність виконується для  a, то можна зробити висновок про те, що a та n є спільними. Якщо  a також зберігається другий крок, то порядок a у групі (Z/nZ)* дорівнює  n−1, що означає, що порядок цієї групи n−1 (оскільки порядок кожного елемента групи ділить порядок групи), маючи на увазі, що n є простим. І навпаки, якщо n є простим, то існує первісний корінь модуля n або генератор групи (Z/nZ)*. Такий генератор має порядок  |(Z/nZ)*| = n−1 , і обидва еквівалентності будуть виконуватися для будь-якого такого первісного кореня.
Зверніть увагу, що якщо існує a < n така, що перша еквівалентність не виконується,  a називається свідком складності Ферма від n.

## Доведення
Якщо {\displaystyle n} просте, то група лишків {\displaystyle \mathbb {Z} _{n}} циклічна, тобто має твірну групу {\displaystyle g}, порядок якої збігається з порядком групи {\displaystyle |\mathbb {Z} _{n}^{\times }|=n-1}, звідки маємо, що для довільного простого дільника {\displaystyle q} числа {\displaystyle n-1} виконується порівняння:
{\displaystyle a^{\frac {n-1}{q}}\not \equiv 1{\pmod {n}}.}
Якщо {\displaystyle n}  — складене, то або {\displaystyle (a,n)>1} і тоді {\displaystyle a^{n-1}\not \equiv 1{\pmod {n}}}, або {\displaystyle a^{n-1}\equiv 1{\pmod {n}}}. Якщо припустити, що для цього {\displaystyle a} ще й виконується {\displaystyle a^{\frac {n-1}{q}}\not \equiv 1{\pmod {n}}}, то, оскільки {\displaystyle {\frac {n-1}{q}}\mid n-1}, отримуємо, що група {\displaystyle \mathbb {Z} _{n}^{\times }} має елемент порядку {\displaystyle n-1}, значить {\displaystyle |\mathbb {Z} _{n}^{\times }|} ділить {\displaystyle n-1}, що суперечить тому, що {\displaystyle |\mathbb {Z} _{n}^{\times }|=\varphi (n)<n-1} при складених n.
Згідно з законом контрапозиції отримуємо критерій Люка.

## Приклад
Наприклад, візьмемо {\displaystyle n=71}. Тоді {\displaystyle n-1=70=2\cdot 5\cdot 7}. Виберемо випадково {\displaystyle a=17}. Рахуємо:
{\displaystyle 17^{70}\equiv 1{\pmod {71}}.}
Перевіримо порівняння {\displaystyle a^{\frac {n-1}{q}}\not \equiv 1{\pmod {n}}} для {\displaystyle q=2;5;7~}:
{\displaystyle 17^{35}\equiv 70\not \equiv 1{\pmod {71}}}
{\displaystyle 17^{14}\equiv 25\not \equiv 1{\pmod {71}}}
{\displaystyle 17^{10}\equiv 1\equiv 1{\pmod {71}}.}
На жаль {\displaystyle 17^{10}\equiv 1\equiv 1{\pmod {71}}.} Тому ми поки не можемо стверджувати, що 71 просте.
Спробуємо інше випадкове число a, виберемо {\displaystyle a=11}. Рахуємо:
{\displaystyle 11^{70}\equiv 1{\pmod {71}}.}
Знову перевіримо порівняння {\displaystyle a^{\frac {n-1}{q}}\not \equiv 1{\pmod {n}}} для {\displaystyle q=2;5;7~}:
{\displaystyle 11^{35}\equiv 70\not \equiv 1{\pmod {71}}}
{\displaystyle 11^{14}\equiv 54\not \equiv 1{\pmod {71}}}
{\displaystyle 11^{10}\equiv 32\not \equiv 1{\pmod {71}}.}
Таким чином, 71 просте.
Зауважимо, що для швидкого обчислення ступенів по модулю використовується алгоритм двійкового зведення в ступінь із взяттям залишку по модулю {\displaystyle n} після кожного множення.
Зауважимо також, що при простому {\displaystyle n} з узагальненої гіпотези Рімана випливає, що серед перших {\displaystyle O(\ln ^{2}n)~} чисел є хоча б одне, що створює групу {\displaystyle \mathbb {Z} _{n}},т ому умовно можна стверджувати, що підібрати основу {\displaystyle a} можна за поліноміальний час.

## Алгоритм
Алгоритм, написаний псевдокодом, такий:
```
Введення
: 
n
 > 2 - непарне число, що перевіряється на простоту; 
k
 - параметр, що визначає точність тесту

Вивід
: 
просте
, якщо 
n
 просте, в іншому випадку 
складене
 або 
можливо складене
;
Визначаємо всі прості дільники 

  

    

      

        
n

        
−

        
1

      

    

    
{\displaystyle n-1}

  

.
Цикл1: 
повторити
 k разів:                                          Вибираємо випадково 
a
 із інтервалу [2, 
n
 − 1]
      
Якщо
 

  

    

      

        

          
a

          

            
n

            
−

            
1

          

        

        
≢

        
1

        

          

          
(

          
mod

          

          
n

          
)

        

      

    

    
{\displaystyle a^{n-1}\not \equiv 1{\pmod {n}}}

  

 
повернути
 
складене

      
Інакше
 
         Цикл2: 
Для всіх простих
 

  

    

      

        
q

        
∣

        
n

        
−

        
1

      

    

    
{\displaystyle q\mid n-1}

  

:
            
Якщо
 

  

    

      

        

          
a

          

            

              

                
n

                
−

                
1

              

              
q

            

          

        

        
≢

        
1

        

          

          
(

          
mod

          

          
n

          
)

        

      

    

    
{\displaystyle a^{\frac {n-1}{q}}\not \equiv 1{\pmod {n}}}

  

               
Якщо
 ми не перевірили порівняння для всіх 

  

    

      

        
q

      

    

    
{\displaystyle q}

  

                  то продовжуємо виконувати Цикл2
               
інакше повернути
 
просте

            
Інакше
 повертаємося до Циклу1

Повернути
 
можливо складене
.
```